# چکاوک کردفان
چکاوک کوردوفا (نام علمی: Mirafra cordofanica) نام یک گونه از سرده جل‌ها است.